# Tétrafluorure de thionyle
Le tétrafluorure de thionyle est un composé chimique de formule SOF4. C'est un gaz incolore à l'odeur très désagréable. Il réagit avec l'eau en une réaction fortement exothermique qui donne du fluorure de thionyle SOF2. Il peut être obtenu en faisant réagit ce dernier composé avec du fluor F2, réaction qui peut être catalysée par le fluorure d'argent(I) AgF et le platine : c'est ainsi qu'il fut découvert par Henri Moissan et Paul Lebeau en 1902, qui déterminèrent sa formule chimique par les changements de pression résultant de la réaction.
Il peut également se former en chauffant à 200 °C du fluorure d'argent(II) AgF2 avec du fluorure de thionyle SOF2, ou en chauffant à 400 °C de l'hexafluorure de soufre SF6 dans l'air. Une autre façon de le produire consiste à électrolyser du fluorure d'hydrogène HF avec une solution de dioxyde de soufre SO2, ce qui produit également du difluorure d'oxygène OF2 et du fluorure de sulfuryle SO2F2.
Le tétrafluorure de thionyle réagit avec l'eau H2O pour produire de l'acide fluorhydrique HF(aq), de l'acide fluorosulfurique HFSO3 et du fluorure de sulfuryle SO2F2. Avec le mercure, il se forme du fluorure de thionyle SOF2 et du fluorure de mercure(I) Hg2F2 :
SOF4 + Hg → SOF2 + Hg2F2.
La réaction avec des bases fortes libère des ions fluorure F− et fluorosulfate SO3F−.
Le tétrafluorure de thionyle peut être utilisé en chimie click à travers des réactions avec des amines primaires consistant en un échange de fluorure de soufre(IV) (appelées « SuFEx » en anglais, pour sulfur(VI) fluoride exchange). Ce type de réactions fut la première réaction « click » générant une structure tridimensionnelle.